# 霍貴
霍貴（1426年—？），字廷重，直隸真定衛人，明朝政治人物。
順天府鄉試第二百五名。天順元年（1457年）丁丑科第三甲第八十二名進士。官至太僕寺卿。
曾祖父霍思忠。祖父霍通甫。父亲霍鍾。